# Галагови
Галаговите (Galagidae или Galagonidae) са семейство дребни нощни примати от групата на полумаймуните (Strepsirrhini), разпространени в екваториалните и тропически гори на континентална Африка. Тези полумаймуни се отличават от мадагаскарските лемури (Lemuriformes) и се класифицират в инфраразред Lorisiformes заедно с Лориевите (Lorisidae), към които някои автори ги отнасят като подсемейство Galaginae.

## Класификация
До неотдавна редица видове галаго се смятаха за подвидове, а някои бяха открити (Рондоско галаго джудже). Освен това някои представители на род Galago се отделяха в род Galagoides – галагови-джуджета, но след скорошни генетични изследвания това разделение е невалидно.
- разред Primates - Примати
  - подразред Strepsirrhini - Полумаймуни
    - инфраразред Lorisiformes
      - семейство Galagidae – Галагови
        - род Otolemur – гигантски галаго
          - Otolemur crassicaudatus – Дебелоопашато галаго, гигантско галаго (кафяво)
          - Otolemur monteiri (Otolemur crassicaudatus ssp.) – Сребристо гигантско галаго
          - Otolemur garnettii (Otolemur crassicaudatus ssp.) – Гигантско галаго на Гарнет

        - род Euoticus – иглонокти галаго
          - Euoticus elegantulus – Южно иглонокто галаго
          - Euoticus pallidus – Северно иглонокто галаго, Паладиево галаго

        - род Galago – малки (същински) галаго
          - Galago senegalensis – Сенегалско галаго, северно малко галаго
          - Galago moholi (Galago senegalensis ssp.) – Южно малко галаго
          - Galago gallarum (Galago senegalensis ssp.) – Сомалийско галаго
          - Galago matschiei – Очилато галаго, галаго на Матши *
          - Galago alleni – Аленово галаго **
          - Galago cameronensis (Galago alleni ssp.) – Камерунско галаго
          - Galago gabonensis (Galago alleni ssp.) – Габонско галаго
          - Galago zanzibaricus – Занзибарско галаго **
          - Galago granti – Галаго на Грант ***
          - Galago nyasae – Малавийско галаго ***
          - Galago orinus – Улугуруско галаго, аманийско галаго джудже ****
          - Galago rondoensis (Honess, 1996) – Рондоско галаго джудже ***
          - Galago demidoff – Демидово галаго, галаго джудже **
          - Galago thomasi – Томасово галаго *****

- Известно преди и като: Euoticus inustus – Източно иглонокто галаго 

  - Известно преди и под родовото име Galagoides 

    - Близкородствено с Galago zanzibaricus 

      - Отделено от Galago demidoff (Bearder et al., 1995) 

        - Близкородствено с Galago demidoff 